# Саддс, Дженна
Дженна Саддс (англ. Jenna Sudds; род. 8 февраля 1979, Оквилл, Онтарио) — канадский политик, член Либеральной партии. Министр по делам семей, детства и социального развития (2023—2025).

## Биография
Училась в университете Брока, в 2001 году переехала в Оттаву, окончила магистратуру по экономике в Карлтонском университете. Более 10 лет работала по специальности на государственной службе (специализировалась на вопросах налогообложения транснациональных корпораций), затем стала исполнительным директором Kanata North Business Association и CIO Strategy Council. В 2018 году была избрана в городской совет Оттавы, в 2020 году назначена заместителем мэра (в сферу её ответственности входила защита зелёных насаждений, улучшение городской инфраструктуры и транспорта), состояла в наблюдательном совете городской электрической компании Hydro Ottawa. В 2021 году избрана в Палату общин от округа Каната-Карлтон.
Являлась парламентским секретарём министра по делам женщин, гендерного равенства и молодёжи.
26 июля 2023 года назначена министром по делам семей, детства и социального развития в правительстве Трюдо.
14 марта 2025 года при формировании правительства Карни не получила никакого назначения.